# 宗教共产主义
宗教共产主义（英語：Religious communism）是一种将宗教原则纳入其中的共产主义形式。学者们使用这个术语来描述历史上一些支持财产共有的社会或宗教运动。宗教共产主义与解放神学在历史和意识形态上有许多相似之处。与宗教共产主义相关的理念有基督教共产主义、伊斯兰社会主义、佛教社会主义等。